# Serixia bootangana
Serixia bootangana är en skalbaggsart som beskrevs av Stefan von Breuning 1958. Serixia bootangana ingår i släktet Serixia och familjen långhorningar. Inga underarter finns listade i Catalogue of Life.